# 나고야 대공습

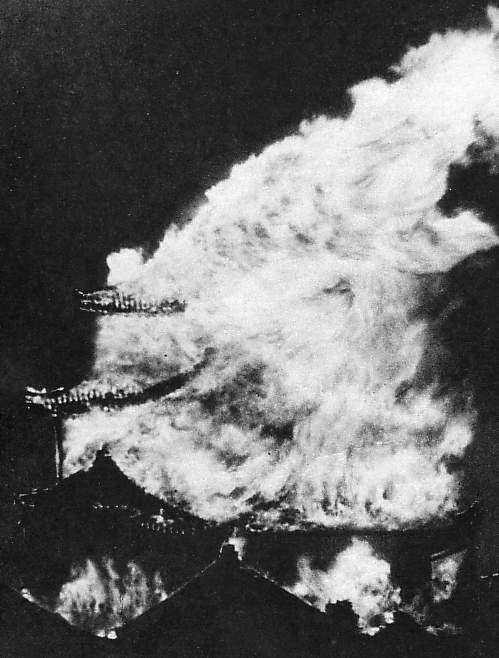
5월 14일 나고야성 주탑

나고야 대공습, 즉 제2차 세계 대전 기간 미국 육군 항공대가 나고야에 폭격을 가한 사건은 전쟁이 끝나기 몇 달 동안 일본에 대한 공습의 일환으로 일어났다.

## 역사
나고야시에 대한 최초의 전략폭격 공격은 1942년 4월 18일 둘리틀 공습의 일환으로 이루어졌다. 노스 아메리칸 B-25 미첼 공격기는 미쓰비시 항공기 공장, 마츠히게초 석유 창고, 나고야성 막사, 나고야 군수 공장을 표적으로 삼았다. 그러나 1944년과 1945년의 공습 이후 나고야는 심각한 폭탄 피해를 입었다.
미국 전략 폭격 조사에 따르면, 태평양 전쟁의 마지막 9개월 동안 나고야의 공장과 도시 지역에 정밀 및 광역 공습으로 14,054톤의 폭탄이 투하되었다. 도쿄 외에 일본의 어떤 도시도 그렇게 많은 공격을 받지 않았다. 이 도시는 1944년 12월 13일부터 1945년 7월 24일까지 21차례 공격을 받았다. 공격의 목적은 "(1) 주로 정밀 공격을 통해 나고야의 항공기 생산과 나중에는 군수품 생산을 전멸시키고, (2) 주로 지역 공격을 통해 도시의 나머지 산업을 파괴하고 사람들의 저항 의지를 파괴한다."는 것이었다.
두 번째 단계는 1944년 12월 13일 미쓰비시 군수공장을 대상으로 한 정밀 폭격으로 시작되었다. 네 대의 폭격기가 임무 도중 심하게 손상되어 버려져야 했다. 12월 18일에는 폭격기가 레이더로 폭격해야 할 만큼 구름이 너무 많았음에도 불구하고 또 다른 폭격이 이루어졌다. 일본 전투기는 공격하는 폭격기를 요격하여 한 대를 격추했다. 1945년 1월 3일, 도시 전체에 대한 폭격이 있었다. 1945년 1월 14일, 미쓰비시 공장이 다시 공격을 받았다. 1945년 3월 11일이나 12일(출처는 다양함)과 3월 19일에 대규모 공습과 광범위한 화염병 폭격이 있었다. 1945년 4월 7일, 또 다른 정밀 폭격이 미쓰비시 항공기 엔진 공장 대부분을 강타하여 파괴했다. 1945년 5월 14일과 16일에 미쓰비시 공장과 기타 전쟁 산업, 무기고, 철도 화물 야적장 및 항구를 표적으로 삼은 대규모 공습과 광범위한 폭격이 있었다. 군사 지휘소로 사용되던 국보 나고야성도 5·14 공습 때 피해를 입어 소실됐다.
또한 1944년 겨울과 1945년 봄에는 도시를 혼란에 빠뜨리고 시민들의 사기를 떨어뜨리기 위한 심리전으로 사용되는 무작위 단일 폭격기 공격이 있었다. 이번 습격으로 113,460채의 건물이 파괴되었으며, 3,866명이 사망하고 471,701명이 집에서 쫓겨난 것으로 추산된다. 1945년 7월 26일 이놀라 게이는 히로시마에 대한 다가오는 핵폭탄 임무를 위한 훈련을 위한 폭격의 일환으로 나고야 야고토 지역에 재래식 "펌킨 폭탄"을 투하했다.
나고야는 당시 일본 항공기 산업의 중심지였기 때문에 소이탄의 표적이 됐다. 이 도시는 0식 함상전투기를 포함하여 일본 전투기와 엔진의 40~50%를 생산했다. 나고야에는 최대 10,000톤급 선박 38척을 수용할 수 있는 항구가 있었고 철도 장비, 볼 베어링, 가공 식품 등 전쟁 장비를 생산했다.

## 같이 보기
- 반딧불이의 묘